# Минимальное расстояние пересечения орбиты

Орбита астероида (4953) 1990 MU, который при MOID = 0,0276 а.е. классифицируется как потенциально опасный объект.

Минимальное расстояние пересечения орбиты (англ. Minimum orbit intersection distance), параметр MOID — величина, используемая в астрономии для описания предполагаемых тесных сближений и соударений между астрономическими объектами. Определяется как расстояние между ближайшими точками оскулирующих орбит двух тел. Наиболее интересным является вопрос о возможности столкновения с Землёй. Параметры MOID относительно орбиты Земли обычно содержатся в базах данных комет и астероидов, таких как JPL Small-Body Database. Значения MOID также определяют относительно других объектов, таких как Юпитер, Венера.
Объект причисляют к классу потенциально опасных объектов, если при прочих равных условиях параметр MOID относительно Земли не превосходит 0,05 а. е. Для более массивных, чем Земля, тел существует вероятность соударения и при больших значениях MOID. Например, значения MOID относительно Юпитера, меньшие 1 а.е., считаются значимыми.
Малое значение MOID не означает неизбежность столкновения, поскольку планеты часто возмущают орбиты малых тел. Также для соударения необходимо, чтобы оба тела оказались одновременно вблизи одной и той же точки орбиты до того момента, как орбита малого тела будет возмущена и значение MOID изменится. Два объекта, находящиеся в орбитальном резонансе друг с другом, могут не сближаться на малое расстояние. Результаты численного интегрирования расходятся по мере того, как происходит эволюция траекторий, особенно после многократных возмущений орбиты другими планетами. Параметр MOID удобен тем, что его можно вычислить непосредственно из элементов орбиты.
Единственный объект (на начало 2018 года), который достигал класса 4 по Туринской шкале, астероид (99942) Апофис, обладает значением MOID относительно орбиты Земли, равным  0,0007 а.е. Это значение не является наименьшим; многие маленькие объекты с меньшими значения MOID не относятся к классу потенциально опасных, поскольку диаметры таких объектов не превосходят 140 м (абсолютная звёздная величина H < 22). Однако такие астероиды сложнее наблюдать, поскольку они слабые и, следовательно, имеют меньшую дугу наблюдений при менее точном определении орбиты. Единственными подобными объектами, которые были обнаружены и для которых был определён параметр MOID до соударения с Землёй, являются 2008 TC3 и 2014 AA. Для 2008 TC3 оценка  MOID равна 0,00001 а.е., согласно данным Центра малых планет, это наименьшее значение для Аполлонов. В более точной базе данных  JPL Small Body Database указано значение 0,0000078  а.е.
| Объект             | MOID относительно Земли (а.е.) | Размеры (м) (приблизительно) | (H)  |
| ------------------ | ------------------------------ | ---------------------------- | ---- |
| (177049) 2003 EE16 | 0,00005 а.е.                   | 320                          | 19.7 |
| 2009 WM1           | 0,00009 а.е.                   | 280                          | 20.4 |
| (292220) 2006 SU49 | 0,00034 а.е.                   | 380                          | 19.5 |
| (137108) 1999 AN10 | 0,00036 а.е.                   | 1300                         | 17.9 |
| 2007 TU24          | 0,00042 а.е.                   | 250                          | 20.3 |
| (367789) 2011 AG5  | 0,00049 а.е.                   | 140                          | 21.8 |
| (308635) 2005 YU55 | 0,00050 а.е.                   | 360                          | 21.9 |
| (35396) 1997 XF11  | 0,00061 а.е.                   | 2000                         | 16.9 |
| (99942) Апофис     | 0,00074 а.е.                   | 325                          | 19.7 |
| 2007 VK184         | 0,00076 а.е.                   | 130                          | 22.0 |
| 2011 BT15          | 0,00084 а.е.                   | 150                          | 21.8 |
| 1997 XR2           | 0,00086 а.е.                   | 200                          | 20.9 |